# Soleleitung (Bad Reichenhall)

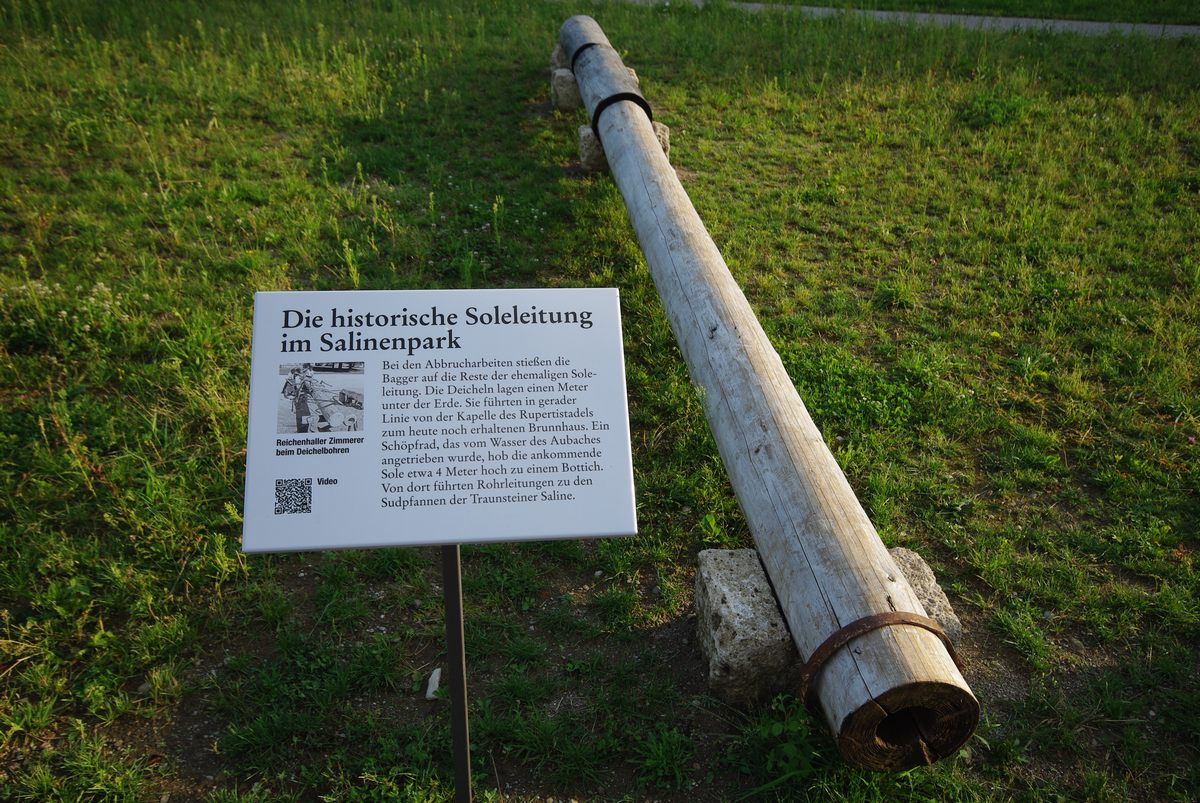
Historische Soleleitung im Salinenpark Traunstein

Über die Reichenhaller Soleleitung wurde ab 1619 Sole, die man wegen fehlender Kapazitäten in der Saline in Reichenhall nicht verarbeiten konnte, zur Filialsaline Traunstein gepumpt. Zwischen 1808 und 1810 wurde die Leitung modernisiert und bis Rosenheim verlängert. 1817 wurde die Berchtesgadener Soleleitung an sie angeschlossen. Auch nach der Schließung der Traunsteiner Saline im Juli 1912 blieb die Soleleitung in Betrieb und lieferte bis 1958 Sole an die Filialsaline in Rosenheim.

## Reichenhall – Traunstein

### Geschichte

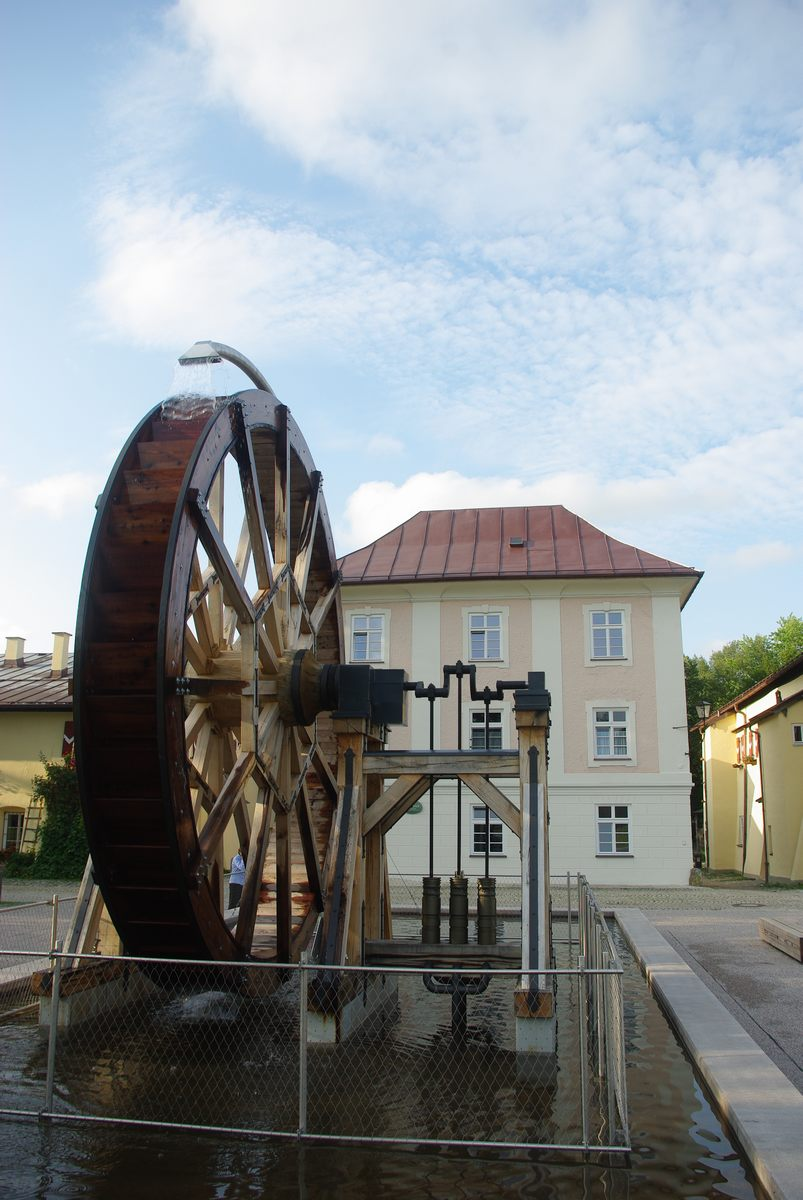
Reiffenstuelsche Kolbendruckpumpe im Salinenpark Traunstein

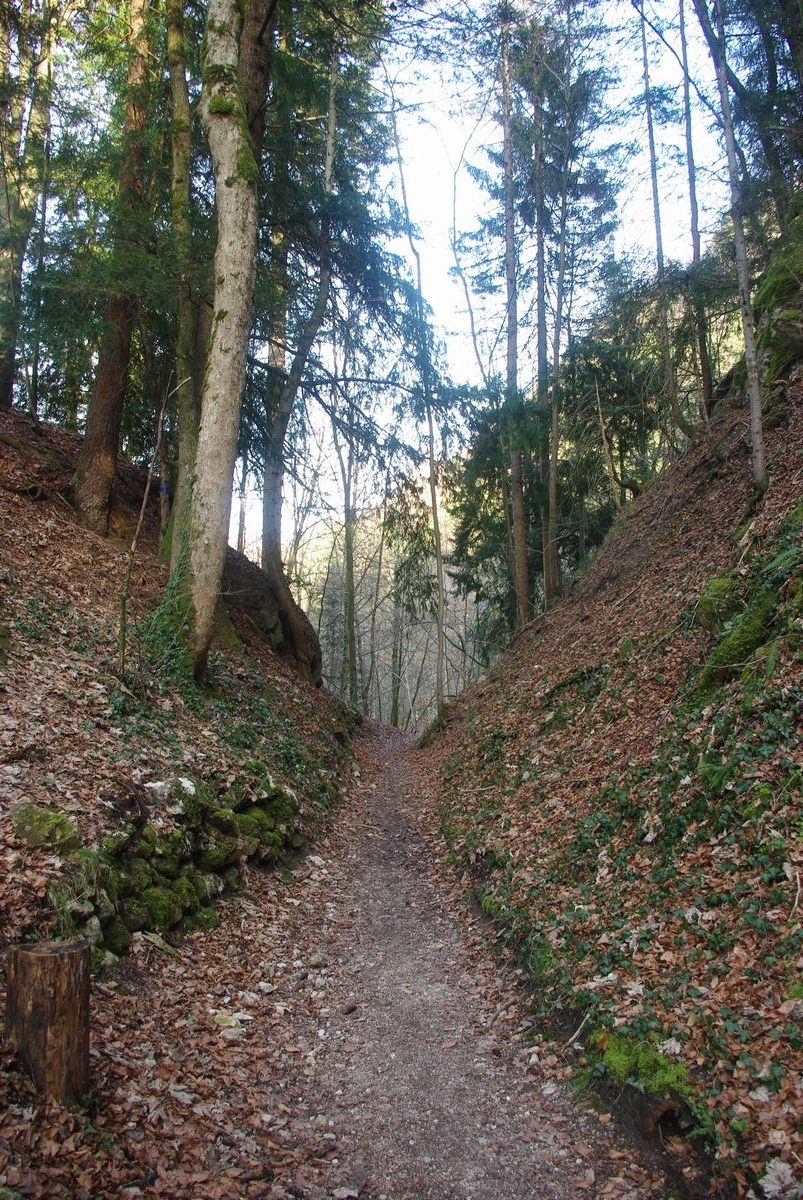
Bergdurchbruch unterhalb der Turmruine Amerang

#### Planung und Bau
Holzmangel war der Hauptgrund für den Bau der Soleleitung zwischen der Saline in Reichenhall und der Filialsaline in Traunstein. Obwohl die Saline bereits aus den umliegenden Gemeinden und auch aus den Saalforsten im salzburgischen Pinzgau mit großen Mengen Brennholz versorgt wurde, war die Saline bereits an der Grenze ihrer Kapazität angekommen. Nachdem 1613 bei Ausbesserungsarbeiten am Brunnenschacht eine starke und ergiebige Solequelle erschlossen werden konnte, wollte man die zusätzliche Sole nicht ungenutzt abfließen lassen. Hofkammerrat Oswald Schuß schlug Herzog Maximilian I. vor, die Sole zu einer zweiten Saline in Siegsdorf zu leiten. Neben der Erhöhung der Produktion war ein kürzerer Weg zum Verbraucher ein weiteres Argument. Anstatt für Siegsdorf entschied man sich dafür, die Filialsaline in Traunstein zu errichten. Die Stadt konnte aus den umliegenden Wäldern und entlang der Traun mit Brennholz versorgt werden. Wie die Saalach in Bad Reichenhall wurde auch das Wasser der Traun für die Holztrift genutzt. Zudem befanden sich die Wälder im Chiemgau im Besitz des Bayernherzogs. Nach Vermessung der Strecke durch Tobias Volckmer entschied man sich für die Route über den Thumsee, den Antoniberg, Weißbach an der Alpenstraße, Inzell und Siegsdorf bis nach Traunstein. Die Alternativroute über Schneizlreuth und die Weißbachschlucht wurde trotz der besseren Verfügbarkeit von Aufschlagwasser aufgrund der Nähe zur Grenze zu Salzburg verworfen. Die dritte Route nördlich der Chiemgauer Alpen verlief zwischen Piding und Neukirchen direkt über salzburgisches Gebiet und wurde deshalb auch nicht in Betracht gezogen. Den Auftrag zur Errichtung erhielt der Hofbaumeister Hanns Reiffenstuel, der gemeinsam mit seinem Sohn Simon Reiffenstuel 1617 bis 1619 die Soleleitung erbaute. Zur gleichen Zeit errichteten Vater und Sohn Reiffenstuel die Saline Traunstein mit vier Sudhäusern, vier Harthäusern, Werkstätten, Magazinen sowie Wohnhäusern für die Salinenarbeiter. Ebenfalls in ihre Zuständigkeit fiel die Errichtung der Triftanlagen in Traunstein, sowie die Triftbarmachung von Roter und Weißer Traun und die Errichtung von mehreren Klausen. Die bleiernen und bronzenen Teile für die Pumpen wurden in München gegossen, das Blei für die Steigleitungen wurde bei Salzburger Händlern sowie aus einem Bergwerk in Litzlfelden bei St. Johann in Tirol bezogen. Beim ersten Brunnhaus Fager errichtete man einen Kalkbrennofen sowie einen Gießofen zur Herstellung der Bleirohre. Im ersten Jahr konnten bereits alle Brunnhäuser fertiggestellt werden, die alle nach dem gleichen Plan errichtet wurden. Zwischen den Brunnhäusern Fager und Seebichl wurde ein Bergausläufer unterhalb der heutigen Turmruine Amerang großräumig durchbrochen und durch Mauerwerk gesichert. Im Brunnhaus Obernesselgraben wurde ein zusätzliches Tretrad installiert, damit bei Wasserknappheit die Pumpe zusätzlich mit Menschenkraft angetrieben werden konnte.
Bei einem Test der Leitung im Mai 1619 zeigte sich, dass der Druck in den Deicheln zwischen den Brunnhäusern Obernesselgraben und Nagling zu groß war und die Deicheln barsten, Reiffenstuel ließ deshalb zusätzlich das Brunnhaus Grub errichten. Um das nötige Gefälle vom Hochbehälter zum nächsten Brunnhaus zu erhalten, wurde zusätzlich ein hölzerner Turm, der „Pichlerturm“ errichtet. Grub ging im Dezember 1619 in Betrieb.
Am Anfang der Bauarbeiten 1617 waren vier Zimmermeister, 44 Zimmerer, mehrere Maurer und Tagelöhner beschäftigt. Zusätzlich wurden Steinbrecher, Holzknechte, Fuhrleute und weitere Arbeiter beauftragt. Anfangs erhielten die Zimmerer 14 Kreuzer Tageslohn, nachdem sie nach fünf Wochen Bauzeit ihre Arbeit mit der Begründung „weilen sy in der frembd auch Schmalz und anderes in hohem Gelt erkauffen müßen“ niederlegten, erhielten sie einen Kreuzer mehr. Um keine Zeit zu verlieren, wurde auf Richtfeste der Brunnhäuser verzichtet, die Zimmerleute erhielten nach Abschluss der Arbeiten anstatt des üblichen Firstweins eine zusätzliche Geldsumme ausbezahlt.
Da die Leitung oberirdisch und zum Teil in unwegsamen Gelände verlegt wurde, zerstörten Lawinen, Felsstürze und Muren immer wieder Teile der Anlagen. Die Leitung litt auch unter Vandalismus, bei Inzell bohrten die Anwohner die Deicheln oft an, um Sole zum Hausgebrauch zu entnehmen. Auch das Blei der Steigleitungen war ein begehrtes Diebesgut. In den 1750er Jahren nahmen die Schäden überhand, weshalb man den Tätern bei mutwilliger Beschädigung der Leitung die Todesstrafe androhte.
Die Soleleitung verrichtete über fast 200 Jahre hinweg ihren Dienst ohne größere Probleme. Nur beim Brunnhaus im Obernesselgraben ließ der Salinenoberkommissar Johann Sebastian von Clais die Steigleitung erweitern, die Pumpe modifizieren und weitere Bäche zur Versorgung mit Aufschlagwasser zuleiten. Für den vom Jochberg kommenden Stabach wurde dafür eine 31 Meter lange Rösche angelegt.

#### Modernisierung ab 1808

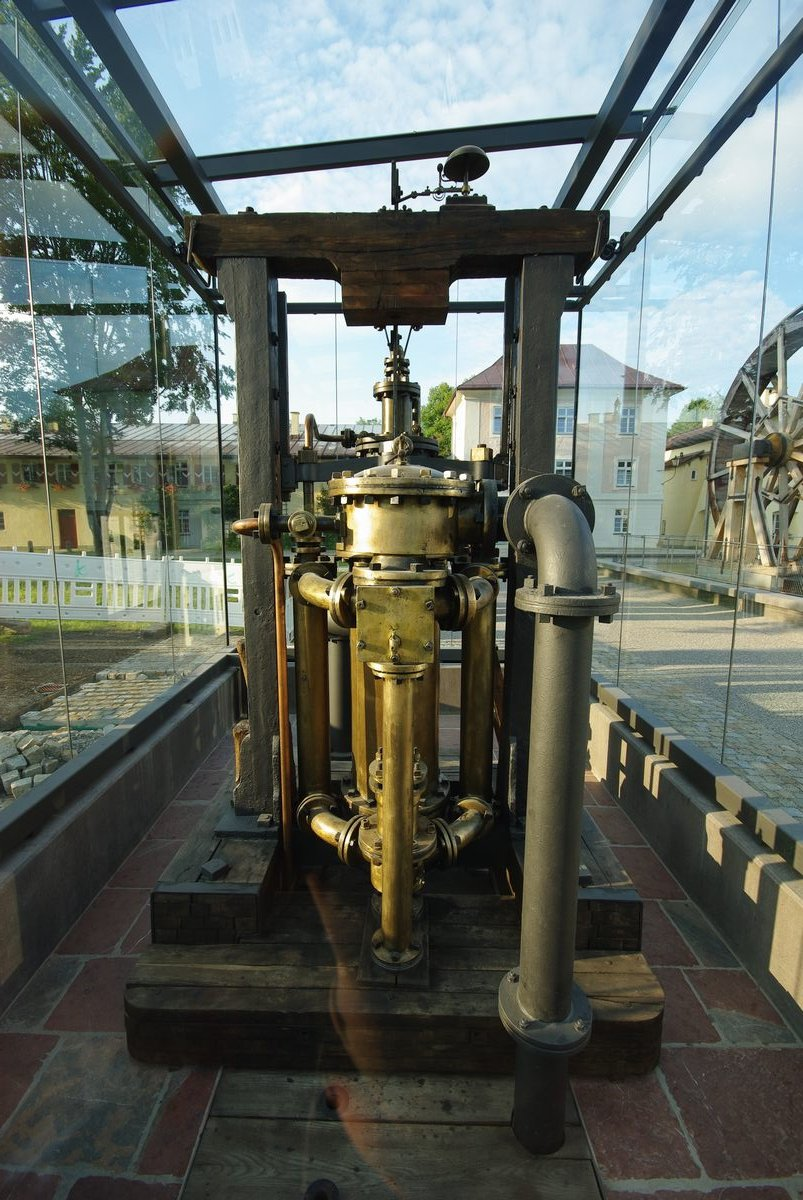
Reichenbachsche Wassersäulenmaschine im Salinenpark Traunstein

In den Jahren 1808 bis 1810 verlängerte Georg Friedrich von Reichenbach die Soleleitung bis nach Rosenheim und modernisierte dabei auch die Trasse bis Traunstein. Dieser setzte zur Beförderung der Sole nun seine Reichenbachsche Wassersäulenmaschine ein. Diese konnte mit etwa 230 Liter Sole pro Minute etwa die zweieinhalbfache Menge der bisherigen Pumpen befördern. Die neue Technik ermöglichte es auch, mit einer Pumpe größere Höhendifferenzen zu überwinden. Deshalb konnten die Brunnhäuser Obernesselgraben und Lettenklause stillgelegt werden. Die bleiernen Steigrohre wurden durch Rohre aus Gusseisen ersetzt. Von Reichenbach errichtete in Zwing bei Inzell eine zusätzliche Solereserve, um den Druck in der Leitung zu reduzieren und die Zuflussmenge der Sole zu kontrollieren. Im Zuge der Renovierung der Soleleitung wurden auch mehrere Brunnhäuser durch Neubauten ersetzt. Die Bauarbeiten für die insgesamt 81 km lange Strecke waren 1810 abgeschlossen. Auch nach der Einstellung der Salzproduktion in der Filialsaline in Traunstein im Juli 1912 blieb die Soleleitung in Betrieb. Bis in die 1930er Jahre wurde die Sole aus Bad Reichenhall über die Soleleitung für den Kur- und Badebetrieb in Traunstein transportiert.

#### Nutzung in den 1830er Jahren

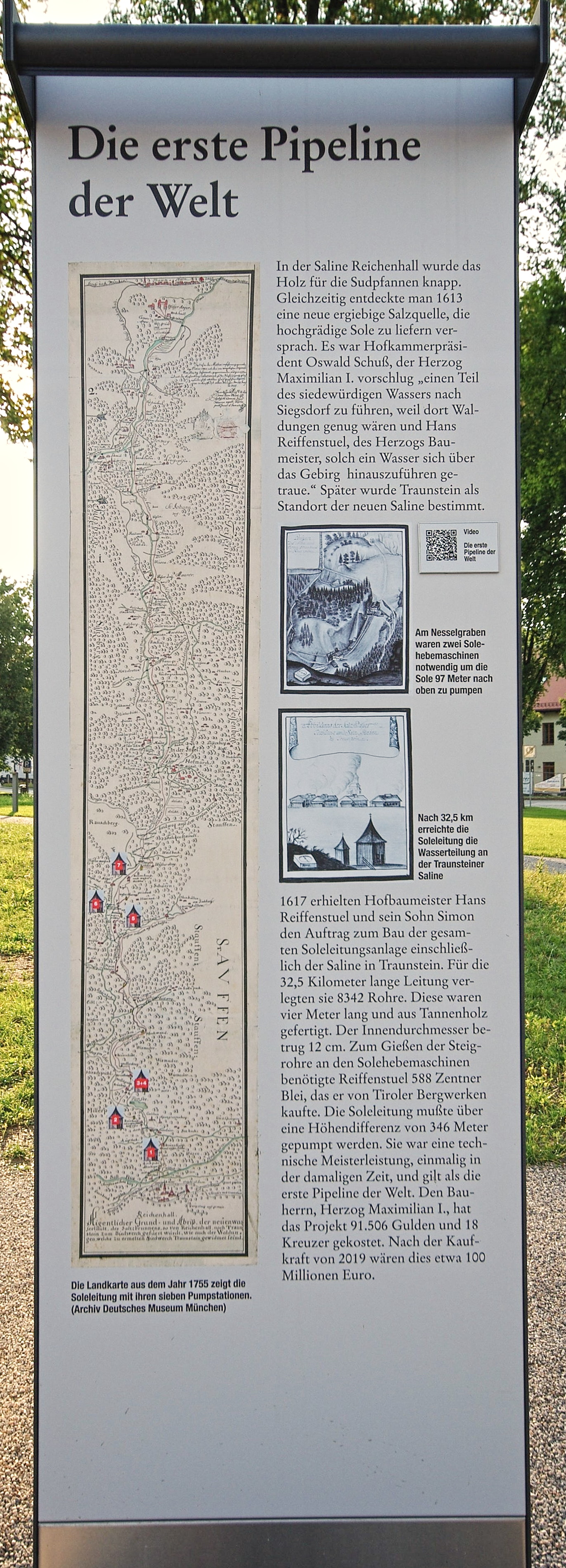
Infotafel im Salinenpark Traunstein

Der große Stadtbrand in Reichenhall im Jahr 1834 vernichtete die Salinenanlagen und fast alle Häuser der Stadt. Das Hauptaugenmerk lag in den Tagen nach dem Brand auf der Soleleitung, die notdürftig repariert wurde und bereits zwei Tage nach dem Ende des Brandes, am 11. November 1834, wieder Sole in die Filialsalinen nach Traunstein und Rosenheim transportierte. Diese mussten in dieser Zeit die Hauptlast der bayerischen Salzproduktion tragen, die eine wichtige Einnahmequelle des Königreichs war.

### Technik
Die Höhendifferenz wurde als technische Neuerung in sieben Brunnhäusern mit Kolbendruckpumpen überwunden, die von bis zu sieben Meter hohen Wasserrädern betrieben wurden. Diese Bronze-Pumpstiefel waren eine Weiterentwicklung der damals schon bekannten Kolbendruckpumpen, wurden von Simon Reiffenstuel entworfen und machten den Bau der Leitung erst möglich. Sie beförderten die Sole vom Brunnhaus durch Bleirohre nach oben in ein Sammelbecken, die Hochreserve. Von dort floss die Sole, das natürliche Gefälle nutzend, bis zur Niederreserve des nächsten Brunnhauses, von wo aus die Sole erneut weitergepumpt wurde. Einzige Ausnahme war das Brunnhaus Hammer, das nur Solereserven besaß, die zur Regulierung der Zuflussmenge in die Saline in Traunstein dienten. In allen Solereserven konnte der Solebedarf der Traunsteiner Saline für gut eine Woche gespeichert werden. Der Bau der Anlagen gestaltete sich schwierig, weil die Leitung streckenweise entlang steiler Berghänge verlegt werden musste und das Antriebswasser oft sehr umständlich an die Brunnhäuser herangeführt werden musste. Für die Brunnhäuser im Nesselgraben westlich des Thumsees musste das Wasser von mehreren Bächen zusammengefasst und über ein 6 km langes Leitungsnetz zu den beiden Pumpen transportiert werden. Jede Pumpe war in der Lage, bis zu 90 Liter Sole pro Minute zu befördern. Pro Brunnhaus war ein Brunnwart eingesetzt, der für die Überwachung der Maschinen und der Soleleitungen zuständig war. Immer wieder mussten Deicheln der Leitung ersetzt werden, bei jedem Brunnhaus gab es deshalb einen Weiher, der als Deichelbeize diente. Die vorbereiteten und im Wasser gelagerten Baumstämme konnten so nicht aufspringen. Die Brunnwarte beförderten bei ihren täglichen Kontrollgängen auch die sogenannte Brunnpost zwischen den Salinen bis zum jeweils nächsten Brunnhaus. Die Zustellung dauerte in etwa zwei Tage und war somit deutlich schneller als der übliche Postweg.
Die Soleleitung selbst bestand aus ca. 4 m langen Fichtenstämmen. Die Deicheln mit einer Bohrung von zwölf Zentimetern wurden durch lange Eisenmuffen miteinander verbunden. Die 31 Kilometer lange Leitung wurde aus rund 9000 Deicheln gebaut, die Pumpen überwanden einen Höhenunterschied von insgesamt 340 m. Der höchste Punkt der Soleleitung zwischen Weißbach und Inzell – der Hochbehälter der Lettenklause – lag dabei ca. 240 m höher als die Saline in Bad Reichenhall. Die Saline Traunstein am Ende der Gefällstrecke lag dabei nur noch 100 m höher als die Saline in Reichenhall. Innerhalb der Stadt Bad Reichenhall verlief die Soleleitung unterirdisch, ansonsten oberirdisch.
Nach der Verlängerung nach Rosenheim und der Modernisierung der bisherigen Trasse bis Traunstein durch Georg von Reichenbach wurden die bisherigen Pumpen durch die Reichenbachsche Wassersäulenmaschine ersetzt. Die Brunnhäuser Obernesselgraben und Lettenklause wurden stillgelegt, die bleiernen Steigrohre durch gusseiserne Rohre ersetzt und in Zwing bei Inzell eine zusätzliche Solereserve errichtet.

### Brunnhäuser
Zwischen Bad Reichenhall und Traunstein lagen folgende Brunnhäuser:
| Brunnhaus         | Höhenunterschied |
| ----------------- | ---------------- |
| Fager             | 54 Meter         |
| Seebichl          | 60 Meter         |
| Unternesselgraben | 48 Meter         |
| Obernesselgaben   | 49 Meter         |
| Grub              | 31 Meter         |
| Nagling           | 54 Meter         |
| Lettenklause      | 50 Meter         |

| Brunnhaus         | Höhenunterschied |
| ----------------- | ---------------- |
| Fager             | 054 Meter        |
| Seebichl          | 060 Meter        |
| Unternesselgraben | 097 Meter        |
| Grub              | 031 Meter        |
| Nagling           | 104 Meter        |

Ausgehend von der Saline Bad Reichenhall auf einer Höhe von 482 m ü. NN wurde die Sole zum Hochbehälter der Lettenklause (ab 1810 Nagling) auf einer Höhe von 725 m ü. NN befördert und floss von dort zur Saline Traunstein, die auf einer Höhe von 580 m ü. NN liegt.

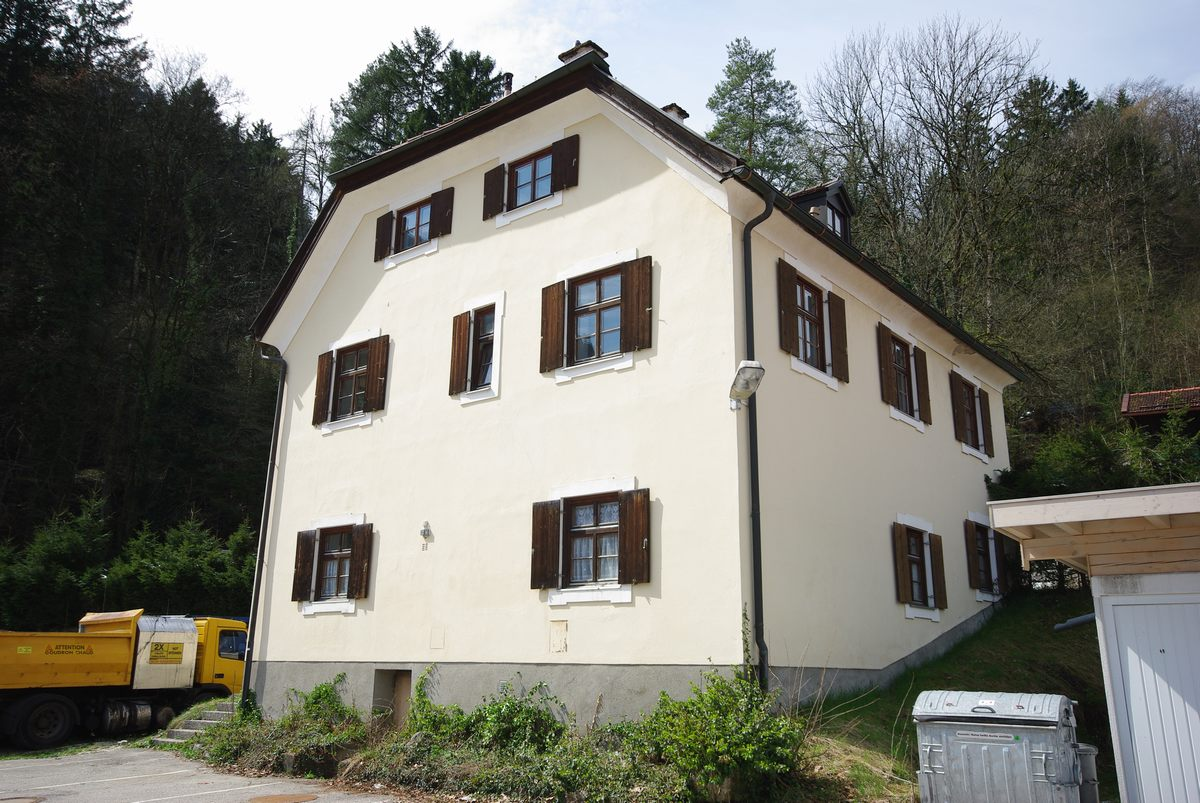
Brunnhaus Fager an der Thumseestraße in Bad Reichenhall
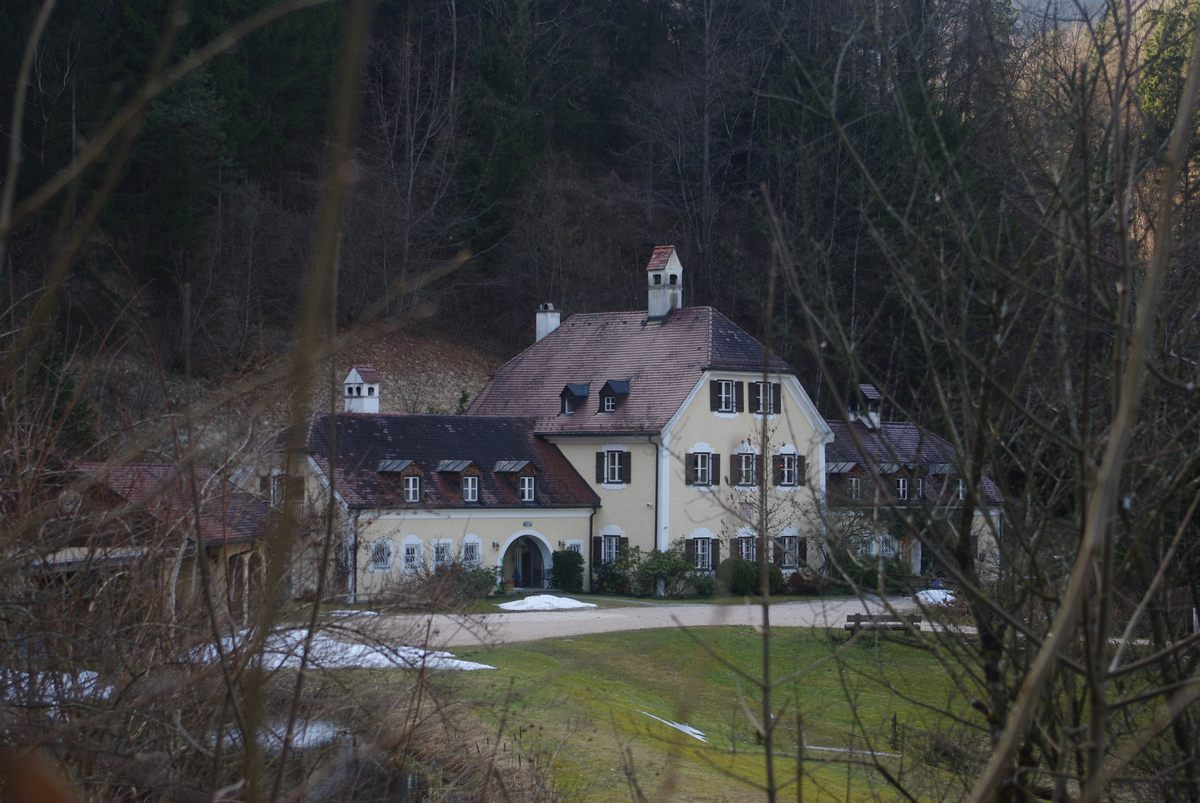
Brunnhaus Seebichl an der Staatsstraße 2101 in Bad Reichenhall
Früheres Brunnhaus Obernesselgraben, darüber die Hochreserve (Foto um 1870)
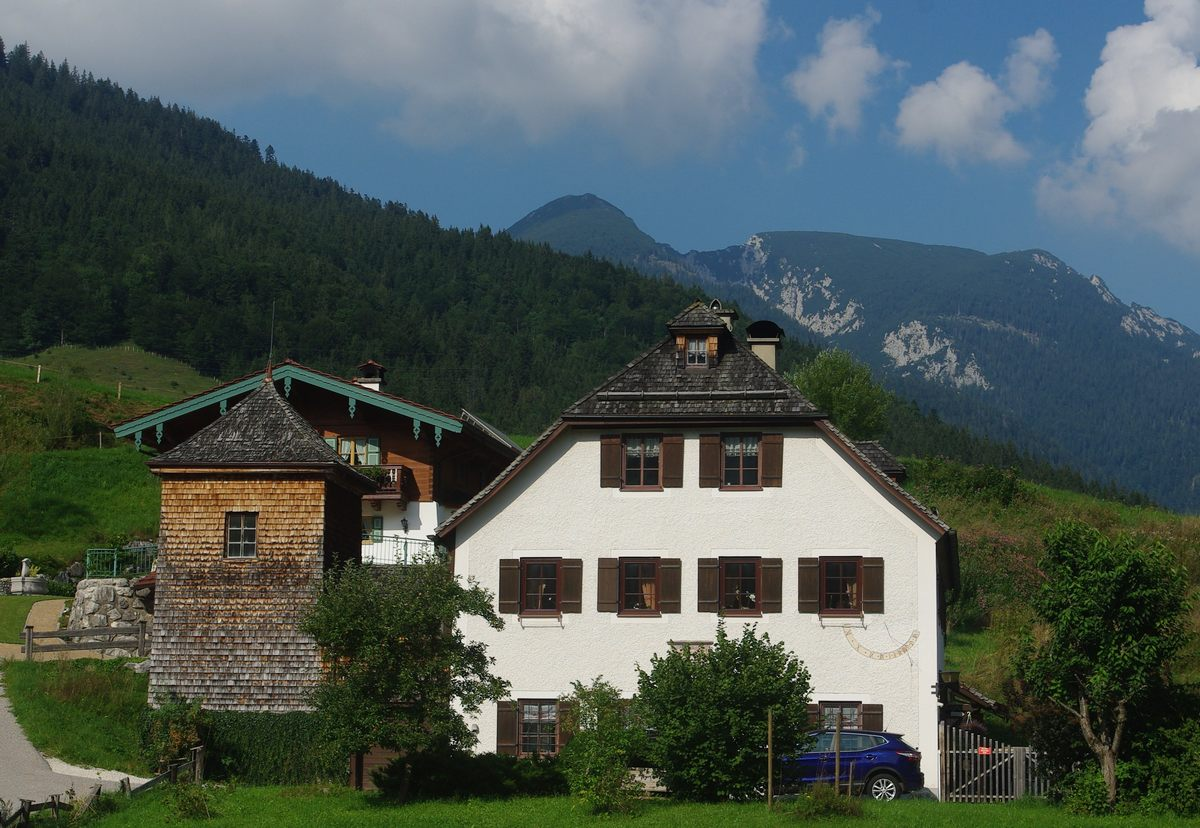
Brunnhaus Grub in Weißbach
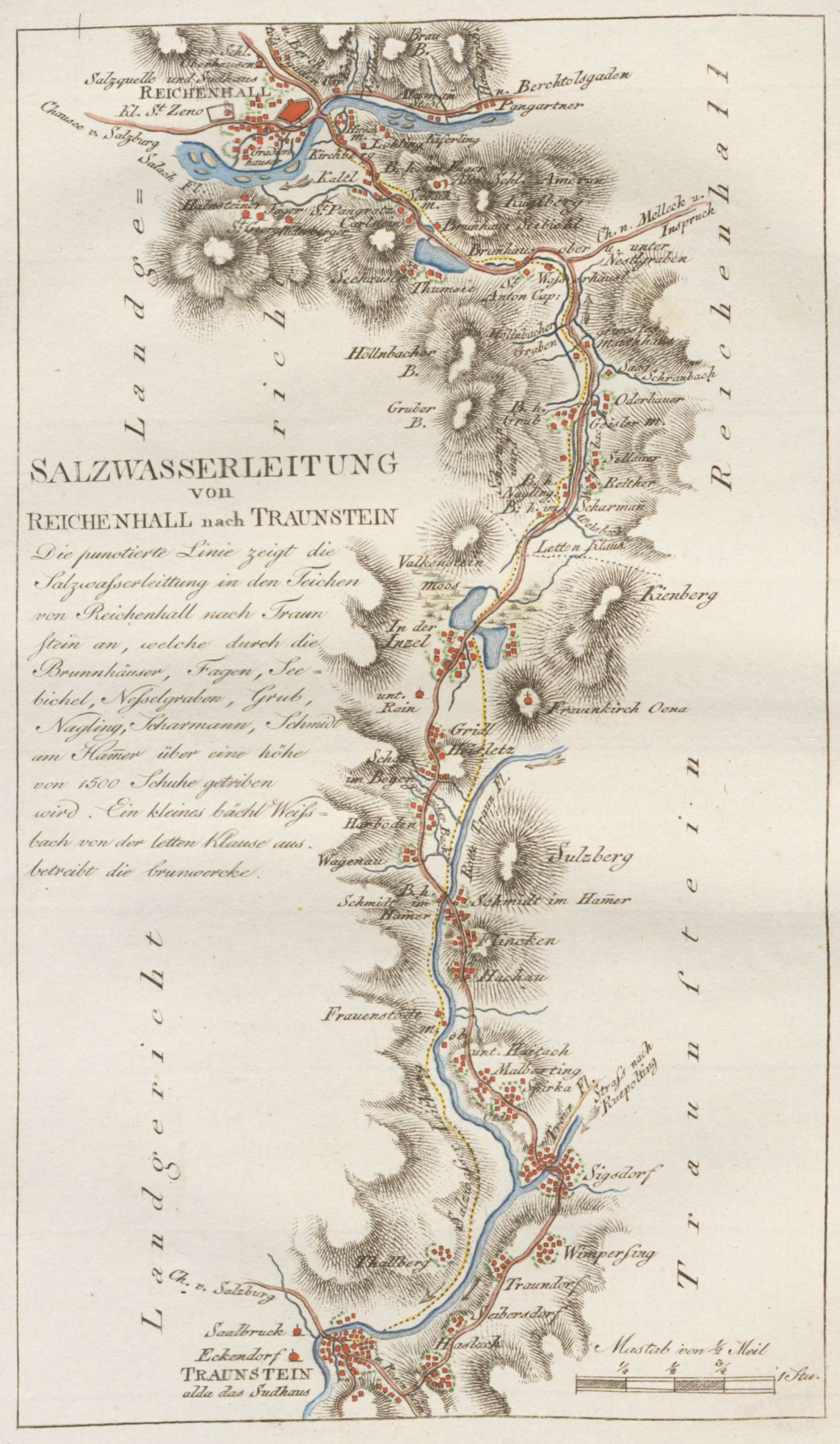
Karte der Soleleitung von Adrian von Riedl (1796)

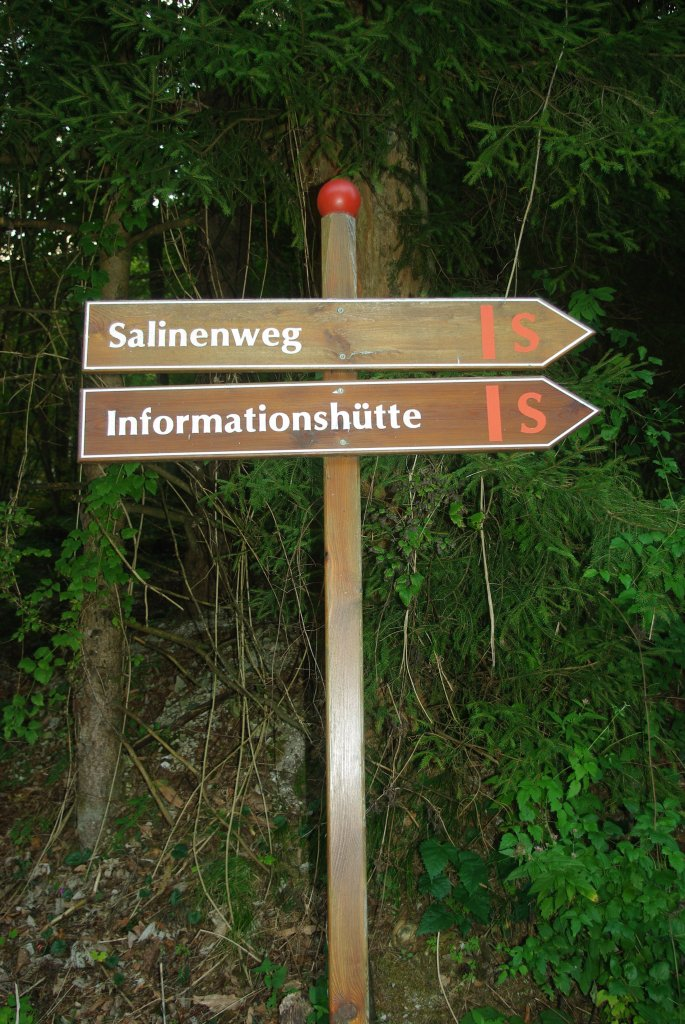
Hinweisschild Soleleitungsweg am Thumsee

### Heutige Nutzung
Zwischen Bad Reichenhall und Traunstein bestehen mehrere Themenwanderwege auf der Trasse dieser Soleleitung. Zwischen Kirchberg und Weißbach ist die alte Trassenführung ein unterbrechungsfreier Wanderweg. An mehreren Schautafeln, die über den ganzen Weg verteilt sind, kann man sich über die alte Soleleitung informieren. Reste der Soleleitung sind auch noch sichtbar, die hölzernen Deicheln sind jedoch inzwischen größtenteils verrottet oder so von Vegetation überwachsen, dass man sie kaum noch erkennen kann. Von den Brunnhäusern sind nur noch Fager und Seebichl in Bad Reichenhall sowie Grub und Nagling in Weißbach erhalten. In Hammer befindet sich noch ein Betriebsgebäude der Soleleitung, das um 1800 errichtet wurde. Alle Gebäude befinden sich heute in Privatbesitz oder sind nicht öffentlich zugänglich.
Der 2015 eröffnete Fernwanderweg Salzalpensteig folgt teilweise dem Soleleitungsweg.

## Reichenhall – Traunstein – Rosenheim

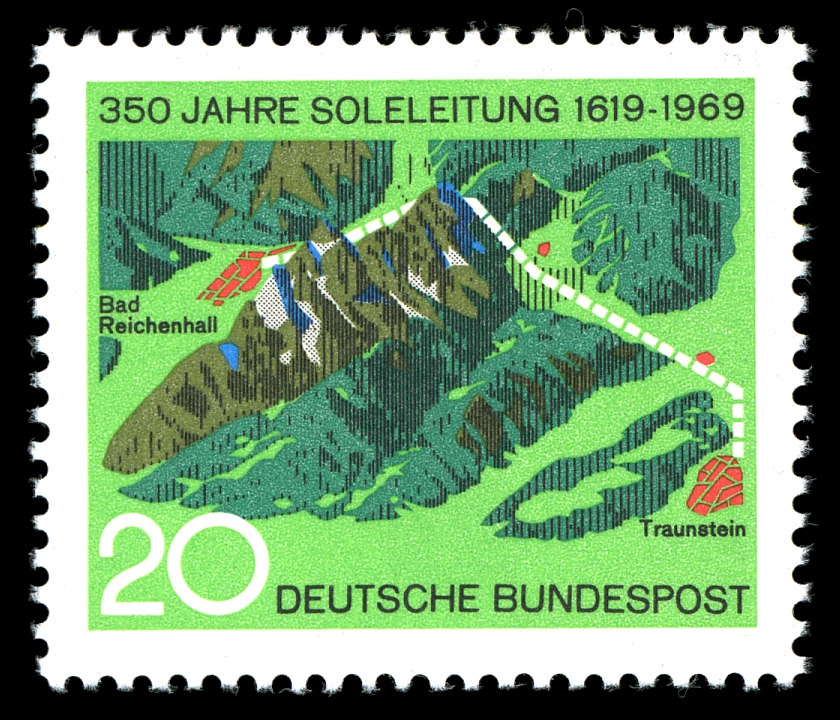
Briefmarke 1969

1808 bis 1810 wurde von Georg von Reichenbach die Soleleitung von Bad Reichenhall nach Traunstein erneuert und auf einer Zweigleitung bis nach Rosenheim verlängert. Sie zweigte bei Siegsdorf von der Traunsteiner Leitung ab, war 79 km lang und wurde aus Eisenrohren gebaut. Dabei setzte er eine von ihm entwickelte Wassersäulenmaschine als Solehebemaschine ein, um das Wasser für die Soleleitungen zu heben. Bis 1958 wurde in diesen Leitungen Sole von den Salinen in Reichenhall und Berchtesgaden zur Salzherstellung nach Rosenheim befördert. In der Gemeinde Grassau wurde eine der letzten vollständig erhaltenen Pumpstationen zum Museum Klaushäusl umgebaut. Nach 148 Jahren Betrieb wurde sie am 1. Juli 1958 stillgelegt. Eine andere der Reichenbachpumpen wurde 1959 von der ehemaligen HOECHST AG in Burgkirchen/Gendorf erworben und für Besucher betrieben. 2017 wurde sie der Stadt Traunstein geschenkt. Sie ist dort jetzt im Salinenpark ausgestellt.

## Trivia
Adrian von Riedl schrieb in seinem 1796 erschienenen Reise Atlas von Baiern: „Jeder baierische Patriot ist schuldig, ein so großes Werk der Nachwelt anzupreisen“.